# Казахский музыкально-драматический театр имени С. Муканова
Северо-Казахстанский областной казахский музыкально-драматический театр им. Сабита Муканова — основан в 2000 году, в городе Петропавловск Республики Казахстан, под руководством режиссера Оразалы Акжаркын-Сарсенбека. Данная инициатива была поддержана Президентом Казахстана Н. А. Назарбаевым.

## История
Открытие театра, совпало со 100-летней датой, рождения великого писателя Сабита Муканова. Театру было присвоено имя — Северо-Казахстанский областной музыкально-драматический театр имени С. Муканова. Первой театральной постановкой была премьеры спектакля «Промелькнувший метеор» по произведению С. Муканова.
За небольшой период существования театра, в постановках картин приняли участие многие известные режиссеры и артисты среди которых: Б. Преображенский, М. Оспанов, Ж. Хаджиев и многие другие.

## Репертуар
- «Белое облако Чингизхана» — Ч. Айтматова
- «Еңлік-Кебек» — М. Ауэзова
- «Криминальный случай» — М. Байджиева
- «Батыр Баян» — М. Жумабаева
- «Қысылғаннан қыз болдық» — С. Жунусова
- «Жаужүрек» — Д. Исабекова
- «Қозы Көрпеш-Баян Сұлу» — Г. Мусрепова
- «Одинокая яблоня» — А. Оразбекова
- «Такси мечты» — С. Сматаева и Т. Теменова
- «Ах, эти молодожены!» — М. Хасенова
- «Ваше величество» — С. Ваннуса
- «Слуга двух господ» — К. Гольдони
- «Продайте мужа» — М. Задорнова
- «Зона» — А. Кирия[2]